# Hôtel Hyatt Regency Paris Étoile
Hôtel Hyatt Regency Paris Étoile, tidligere Hôtel Concorde La Fayette (1974-2013), er en skyskraber i Paris, Frankrig, i det 17. arrondissement nær Porte Maillot. Det ejes af Constellation Hotels Holdings.
Med sine 137 meter høje er det et af de højeste hoteller i Frankrig efter Tour Part-Dieu i Lyon (og den fjerde højeste bygning i byen Paris efter Eiffeltårnet, Tour Montparnasse og Paris Tribunal, men mindre end nogle af bygningerne i La Défense-distriktet i nærheden); antennen placeret på taget tillader endda, at den når 190 meter i højden. Med sine otteogtredive etager huser det 995 værelser og suiter. Med Palais des Congrès placeret ved siden af, er det et af kongrescentrene i Paris.